# Inuyashiki (pel·lícula)
Inuyashiki (いぬやしき)  és una pel·lícula de superherois japonesa del 2018 basada en la sèrie de manga Inuyashiki escrita i il·lustrada per Hiroya Oku. La pel·lícula es va estrenar l'abril de 2018 i és la primera de la trilogia prevista "Miracle Man". Inuyashiki està dirigida per Shinsuke Sato i protagonitzada per Noritake Kinashi, Takeru Satoh, Fumi Nikaidō i Kanata Hongō. Es va anunciar per primera vegada el desembre de 2016.

## Argument
Ichirō Inuyashiki es veu incapaç de protegir la seva família i s'enfronta a diversos problemes a la seva vida laboral i familiar. No té amics i és tractat malament per la seva dona i la seva família. Es troba amb un gos petit al carrer, que de manera inesperada el porta a un parc on és assassinat accidentalment per una força alienígena que aterra. Per disculpar-se per haver-lo matat accidentalment, la força alienígena el reconstrueix, canviant el seu cos en una màquina molt sofisticada que li dóna poders semblants a un superheroi, amb poders ofensius i la capacitat de volar. També descobreix que té el poder de curar malalties que fa servir per curar algunes persones, incloses algunes que estan malaltes terminals.
Tanmateix, al mateix temps, un adolescent de l'escola anomenat Hiro Shishigami també va heretar els poders perquè es trobava a la zona d'impacte, i també va ser reconstruït amb poders similars als d'Ichirō. Inicialment mata una família innocent, i també intenta matar a Ichirō, però només aconsegueix incapacitar-lo temporalment. L'Ichirō coneix un jove amic, Andō Naoyuki, que és conscient dels poders d'Hiro i els ha vist treballar. Ajuda a Ichirō a entendre els seus poders i l'ajuda a perfeccionar-los. Tot i així, Ichirō segueix sent molt aficionat amb les seves habilitats.
Tot i que inicialment encara treballava com utilitzar els seus poders, Hiro és atacat per agents de policia i mata a alguns d'ells. Després de l'assassinat de Shion Watanabe, la seva xicota i l'única persona que li queda a prop, Hiro es torna boig de ràbia atacant a l'atzar la gent del Japó, fins que Ichirō lluita i el derrota. Hiro escapa de la batalla greument ferit i es creu que ha estat destruït. Torna a aparèixer a casa d'Andō, esperant a la seva habitació. Andō admet que té por de l'Hiro, però també que encara és el seu amic i està content que encara sigui viu. Avergonyit per la seva exhibició emocional, Andō es gira per ensenyar a Hiro un joc al seu ordinador, i Hiro vola en silenci des del balcó de l'habitació mentre el seu amic està d'esquena.

## Repartiment
- Noritake Kinashi com Ichirō Inuyashiki (犬屋敷 壱郎 Inuyashiki Ichirō)[1]
- Takeru Satoh com Hiro Shishigami (獅子神 皓 Shishigami Hiro)[1]
- Kanata Hongō com Naoyuki Andō (安堂 直行 Andō Naoyuki)[1]
- Ayaka Miyoshi com Mari Inuyashiki (犬屋敷 麻理 Inuyashiki Mari)[1]
- Fumi Nikaidō com Shion Watanabe (渡辺 しおん Watanabe Shion)[1]
- Yuki Saitō com Yuko Shishigami
- Yūsuke Iseya[1]
- Mari Hamada[1]

## Estrena
La pel·lícula es va estrenar el 20 d'abril de 2018 als cinemes japonesos. També es va projectar a Singapur el 24 de maig i a Malàisia el 12 de juliol. 2018.

## Recepció

### Taquilla
La pel·lícula va ocupar el lloc número 5 a la taquilla el cap de setmana d'obertura. Va vendre 91.000 entrades per guanyar 124 milions de iens (uns 1,14 milions de dòlars EUA). Cap el 6 de maig, la pel·lícula ha guanyat un total de 605.686.900 iens (uns 5,63 milions de dòlars EUA)..

### Resposta crítica
Inuyashiki té el 100% de Rotten Tomatoes, basat en 5 crítics. Maggie Lee de Variety va elogiar la pel·lícula i la va descriure com "Tot i que el disseny d'acció i els efectes visuals no es comparen amb les pel·lícules de superherois de Hollywood, són sòlids per als estàndards locals. La banda sonora i el so alegres. La barreja ofereix un nivell d'emoció adequat sense tornar-se abombant. Mentrestant, en un país amb la població d'edat més alta del món, l'empenta anti-edat de la pel·lícula d'acció, que demostra com la gent gran infravalorada reben cosses al cul, resulta inesperadament reconfortant".
Mark Schilling de The Japan Times va elogiar la pel·lícula i li va donar 3 de 5 estrelles, i la va descriure com "L'escolar i el assalariat lluitaran en dues seqüeles, ambdues ja preparades per a la seva estrena futura. Però, com superaran els escriptors les titàniques lluites a vida o mort d'aquesta primera entrega? Potser com ho faria Hollywood: Cyborgs a l'espai". Manfred Selzer d’Asian Movie Web també la va elogiar i li va donar un 6 sobre 8 i la va descriure com "Finalment, hi ha un gran enfrontament, i és realment molt més espectacular del que haguéssim esperat. Tot i que al principi ja estàvem sorpresos dels efectes especials, es tornen molt més grandiloqüents cap al final, fins i tot si aquí no us podeu esperar el nivell d'una pel·lícula de Marvel. Al mateix temps, la pel·lícula no sols es fuma com la majoria de les produccions de Hollywood, sinó que manté la base emocional de la història. Cap al final, el focus també es torna al pare de família, i ens queda ben fet".

## Reconeixements
Inuyashiki va guanyar el premi a l'excel·lència en la categoria de pel·lícula d'imatge real i va ser nominat a la categoria de millor premi als VFX-Japan Awards 2019. La pel·lícula també va ser guardonada com a guanyadora del Cord d’Or, Gran Premi de la Competició Internacional al 36è Festival Internacional de Cinema Fantàstic de Brussel·les.
| Any  | Premi                     | Categoria                                                  | Receptor      | Resultat  |
| ---- | ------------------------- | ---------------------------------------------------------- | ------------- | --------- |
| 2018 | Millors efectes especials | LI Festival Internacional de Cinema Fantàstic de Catalunya | Atsushi Doi   | Guanyador |
| 2018 | Millor pel·lícula         | LI Festival Internacional de Cinema Fantàstic de Catalunya | Shinsuke Sato | Nominat   |
| 2019 | Millor pel·lícula         | Nippon Connection Japanese Film Festival                   | Shinsuke Sato | Nominat   |